# ماركوس جراف
ماركوس جراف (بالألمانية: Marcus Graf)‏ هو أمين متحف ألماني، ولد في 1974 في هام في ألمانيا.